# Comuna Kirove, Dolînska
Kirove (în ucraineană Кірове) este o comună în raionul Dolînska, regiunea Kirovohrad, Ucraina, formată din satele Hannivka și Kirove (reședința).

## Demografie
Componența lingvistică a comunei Kirove
     Ucraineană (95,03%)
     Rusă (3,65%)
     Alte limbi (0,6%)
Conform recensământului din 2001, majoritatea populației comunei Kirove era vorbitoare de ucraineană (95,03%), existând în minoritate și vorbitori de rusă (3,65%).